# Sargat-Kultur
| Prähistorische Kulturen Russlands |                         |
| Mittelsteinzeit                   |                         |
| Kunda-Kultur                      | 7400–6000 v. Chr.       |
| Jungsteinzeit                     |                         |
| Bug-Dnister-Kultur                | 6500–5000 v. Chr.       |
| Dnjepr-Donez-Kultur               | 5500–4000 v. Chr.       |
| Sredny-Stog-Kultur                | 4500–3500 v. Chr.       |
| Jekaterininka-Kultur              | 4300–3700 v. Chr.       |
| Kammkeramische Kultur             | 4200–2000 v. Chr.       |
| Fatjanowo-Kultur                  | um 2500 v. Chr.         |
| Kupfersteinzeit                   |                         |
| Nordkaspische Kultur              |                         |
| Kurgankultur                      | 5000–3000 v. Chr.       |
| Samara-Kultur                     | um 5000 v. Chr.         |
| Chwalynsk-Kultur                  | 5000–4500 v. Chr.       |
| Botai-Kultur                      | 3700–3100 v. Chr.       |
| Jamnaja-Kultur                    | 3600–2300 v. Chr.       |
| Afanassjewo-Kultur                | 3500–2500 v. Chr.       |
| Ussatowe-Kultur                   | 3300–3200 v. Chr.       |
| Glaskowo-Kultur                   | 3200–2400 v. Chr.       |
| Bronzezeit                        |                         |
| Poltavka-Kultur                   | 2700–2100 v. Chr.       |
| Potapovka-Kultur                  | 2500–2000 v. Chr.       |
| Katakombengrab-Kultur             | 2500–2000 v. Chr.       |
| Abaschewo-Kultur                  | 2500–1800 v. Chr.       |
| Sintaschta-Kultur                 | 2100–1800 v. Chr.       |
| Okunew-Kultur                     | um 2000 v. Chr.         |
| Samus-Kultur                      | um 2000 v. Chr.         |
| Andronowo-Kultur                  | 2000–1200 v. Chr.       |
| Susgun-Kultur                     | um 1700 v. Chr.         |
| Srubna-Kultur                     | 1600–1200 v. Chr.       |
| Kolchis-Kultur                    | 1700–600 v. Chr.        |
| Begasy-Dandybai-Kultur            | um 1300 v. Chr.         |
| Karassuk-Kultur                   | um 1200 v. Chr.         |
| Ust-Mil-Kultur                    | um 1200–500 v. Chr.     |
| Koban-Kultur                      | 1200–400 v. Chr.        |
| Irmen-Kultur                      | 1200–400 v. Chr.        |
| Spätirmen-Kultur                  | um 1000 v. Chr.         |
| Plattengrabkultur                 | um 1300–300 v. Chr.     |
| Aldy-Bel-Kultur                   | 900–700 v. Chr.         |
| Eisenzeit                         |                         |
| Baitowo-Kultur                    |                         |
| Tagar-Kultur                      | 900–300 v. Chr.         |
| Nosilowo-Gruppe                   | 900–600 v. Chr.         |
| Ananino-Kultur                    | 800–300 v. Chr.         |
| Tasmola-Kultur                    | 700–300 v. Chr.         |
| Gorochowo-Kultur                  | 600–200 v. Chr.         |
| Sagly-Baschi-Kultur               | 500–300 v. Chr.         |
| Jessik-Beschsatyr-Kultur          | 500–300 v. Chr.         |
| Pasyryk-Stufe                     | 500–300 v. Chr.         |
| Sargat-Kultur                     | 500 v. Chr.–400 n. Chr. |
| Kulaika-Kultur                    | 400 v. Chr.–400 n. Chr. |
| Tes-Stufe                         | 300 v. Chr.–100 n. Chr. |
| Schurmak-Kultur                   | 200 v. Chr.–200 n. Chr. |
| Taschtyk-Kultur                   | 100–600 n. Chr.         |
| Tschernjachow-Kultur              | 200–500 n. Chr.         |

Die Sargat-Kultur war während der späten älteren und der gesamten jüngeren Eisenzeit, etwa vom 5. Jahrhundert v. Chr. bis zum 4. Jahrhundert n. Chr. im südöstlichen Ural-Vorland, insbesondere zwischen Tobol und Ob verbreitet. Sie gehört zu den am besten erforschten Kulturen der sibirischen Vorgeschichte; die ersten Funde wurden bereits im 19. Jahrhundert gemacht. Sie wird in drei oder vier Stufen eingeteilt, zu denen noch eine Vorsargat-Stufe kommt. Die Sargat-Kultur zeigt deutliche Beziehungen zur Spätirmen-Kultur und zur wesentlich älteren Baitowo-Kultur, die von ihr abgelöst wurden. So dominieren in der frühen Sargat-Keramik runde Gefäße mit Zylinder- oder Trichterhals. Die in der westsibirischen Bronzezeit noch so häufigen Verzierungen wurden immer seltener. In der späteren Sargat-Kultur wurden die Kanten zunehmend stärker und eckiger und entfernten sich damit von den früheren Formen. Kleinfunde aus Sargat-Fundstellen umfassen verschiedenartige Waffen sowie Gebrauchsgegenstände. Es ist eine größere Anzahl an Siedlungen der Sargat-Kultur bekannt, zum einen dorfartige, unbefestigte Siedlungen, die meist auf Flussterrassen angelegt waren. Daneben existierte jedoch auch eine nicht geringe Anzahl an befestigten Wallburgen. Die Gebäude hatten einen rechteckigen Grundriss, es handelte sich bei ihnen meist um eingetiefte Hütten (Polusemljanki), seltener kamen ebenerdige Bauten vor. Die Wirtschaft beruhte auf Viehzucht, wobei Pferdeknochen den größten Anteil am Fundgut ausmachen, gefolgt von Rinder, Ziegen und Schafen; daneben spielte auch Jagd und Fischfang eine Rolle. In der frühen und mittleren Sargat-Zeit wurden die Toten in Kurganen bestattet, die später dann immer mehr durch Flachgräber ersetzt wurden.
Die letzten Funde der Sargat-Kultur stammen wohl aus dem 4. oder 5. Jahrhundert n. Chr., dann wurde sie durch die aus dem Norden stammende Pottschewasch-Kultur überlagert.